# Wyższa Szkoła Nauk Społecznych przy KC PZPR
Wyższa Szkoła Nauk Społecznych przy KC PZPR – istniejąca w latach 1957–1984 uczelnia Komitetu Centralnego PZPR o statusie akademickim, z prawem do nadawania stopni doktora i doktora habilitowanego.

## Historia
Jej twórcą był Adam Schaff. Była szkołą wyższą, w której kształcono przyszłe kadry partyjne i pracowników naukowych w duchu założeń marksizmu i w oparciu o sprawdzone wzory radzieckie. 
Składała się z dwóch wydziałów. 
W skład Wydziału Historyczno-Socjologicznego weszły dwie katedry historyczne:
- Katedra Historii Polski (następnie Historii Polski i Polskiego Ruchu Robotniczego), kierownik – Stanisław Arnold, od 1967 Marian Żychowski.
- Katedra Historii Powszechnej (następnie Historii Powszechnej i Stosunków Międzynarodowych), kierownik – Karol Lapter.

W czerwcu 1960 roku szkołę ukończyło pierwszych 142 absolwentów.
Program uczelni był nastawiony na szkolenie pracowników politycznych aparatu partyjnego i państwowego. Uczelnia prowadziła też Podyplomowe Studium Służby Zagranicznej. W maju 1968 Sekretariat KC PZPR podjął decyzję o likwidacji uczelni. Decyzja ta oznaczała zmianę systemu kształcenia kadr partyjnych i rezygnację z prowadzenia przez PZPR wyższej szkoły przeznaczonej dla kadr partyjnych i administracji. W latach 1968–1971 w miejsce WSNS działała Centralna Szkoła Partyjna przy KC PZPR. W 1971 w miejsce zlikwidowanych Centralnej Szkoły Partyjnej i Zakładu Historii Partii przy KC PZPR powołano ponownie Wyższą Szkołę Nauk Społecznych przy KC PZPR. Została ona w 1984 przekształcona w Akademię Nauk Społecznych PZPR.

## Rektorzy[4]

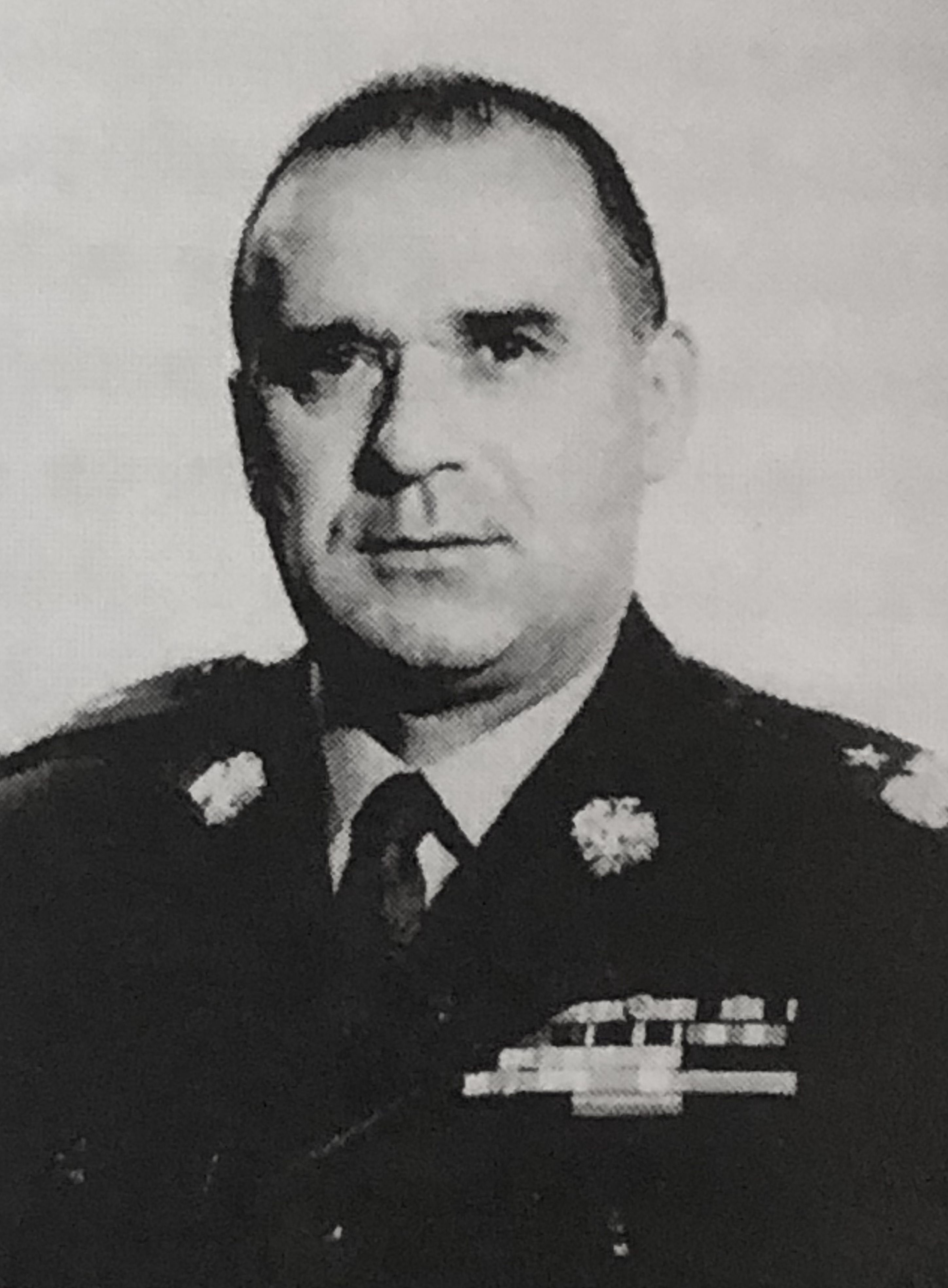
Gen. Norbert Michta, rektor WSNS przy KC PZPR w latach 1981−1984

- 10 kwietnia 1957 – 30 września 1968: Maksymilian Pohorille (szkoła została zlikwidowana 8 września)
- 16 marca 1971 – 30 września 1981: Władysław Zastawny
- 21 maja 1981 – 25 maja 1984: Norbert Michta

## Absolwenci (m.in.)
- Kazimierz Barcikowski
- Józef Barecki
- Stanisław Bejger
- Jan Bijak
- Ryszard Frelek
- Zdzisław Góralczyk
- Stanisław Kania
- Barbara Koziej-Żukowa
- Jerzy Łukaszewicz
- Jerzy Majka
- Norbert Michta
- Leszek Miller
- Józef Ozga-Michalski
- Teodor Palimąka
- Jan Pietrzak
- Marian Renke
- Kazimierz Rokoszewski
- Mieczysław Róg-Świostek
- Piotr Stefański
- Józef Tejchma
- Stanisław Trepczyński
- Emil Wojtaszek
- Andrzej Żabiński

## Osoby, którym nadano stopień doktora
- Antoni Jarosz
- Roman Malinowski
- Longin Pastusiak
- Dionizy Tanalski
- Janusz Zemke

## Osoby którym nadano stopień doktora habilitowanego
- Andrzej Andrusiewicz
- Tadeusz Iwiński
- Antoni Jarosz
- Dionizy Tanalski
- Danuta Waniek

## Siedziba
Od 1959 Szkoła mieściła się w obecnym gmachu Kancelarii Prezesa Rady Ministrów.